# Thrall: Demonsweatlive
Thrall: Demonsweatlive è un EP del gruppo heavy metal statunitense Danzig, pubblicato nel 1993.

## Tracce
Tutte le tracce sono state scritte da Glenn Danzig, eccetto dove indicato.

Thrall
1. It's Coming Down – 3:35
2. The Violet Fire – 4:58
3. Trouble (Jerry Leiber, Mike Stoller) – 3:23

Demonsweatlive
1. Snakes of Christ – 4:17
2. Am I Demon – 4:21
3. Sistinas – 4:04
4. Mother – 3:35
5. Mother '93 –  3:23

## Formazione
- Glenn Danzig - voce, chitarra, tastiera
- John Christ - chitarra
- Eerie Von - basso
- Chuck Biscuits - batteria